# Paraphylax pusillus
Paraphylax pusillus är en stekelart som först beskrevs av Gyöö Viktor Szépligeti 1908.  Paraphylax pusillus ingår i släktet Paraphylax och familjen brokparasitsteklar. Inga underarter finns listade i Catalogue of Life.